# Extremwert

Minima und Maxima einer Funktion

In der Mathematik ist Extremwert (oder Extremum; Plural: Extrema) der Oberbegriff für ein lokales oder globales Maximum oder Minimum. Ein lokales Maximum bzw. lokales Minimum ist der Wert der Funktion an einer Stelle {\displaystyle x}, wenn die Funktion in einer hinreichend kleinen Umgebung keine größeren bzw. kleineren Werte annimmt; die zugehörige Stelle {\displaystyle x} wird lokaler Maximierer bzw. lokaler Minimierer, Maximalstelle bzw. Minimalstelle oder zusammenfassend auch Extremstelle genannt, die Kombination aus Stelle und Wert Extrempunkt oder je nach Art des Extremums Hoch- bzw. Tiefpunkt. Umgangssprachlich wird ein Hochpunkt auch als Gipfel bezeichnet.
Ein globales Maximum wird auch absolutes Maximum genannt, für ein lokales Maximum wird auch der Begriff relatives Maximum gebraucht. Lokale und globale Minima sind analog definiert.
Die Lösung einer Extremwertaufgabe, für eine einfache Darstellung siehe Kurvendiskussion, nennt man die extremale Lösung.

## Eindimensionaler Fall

### Definitionen
Es sei {\displaystyle D\subseteq \mathbb {R} } eine Teilmenge der reellen Zahlen (z. B. ein Intervall) und {\displaystyle f\colon D\to \mathbb {R} } eine Funktion.
{\displaystyle f} hat an der Stelle {\displaystyle x_{0}\in D}
- ein lokales Minimum, wenn es eine Umgebung {\displaystyle U} von {\displaystyle x_{0}} in {\displaystyle D} gibt, so dass {\displaystyle f(x_{0})\leq f(x)} für alle {\displaystyle x\in U} gilt;
- ein globales Minimum, wenn {\displaystyle f(x_{0})\leq f(x)} für alle {\displaystyle x\in D} gilt;
- ein lokales Maximum, wenn es eine Umgebung {\displaystyle U} von {\displaystyle x_{0}} in {\displaystyle D} gibt, so dass {\displaystyle f(x_{0})\geq f(x)} für alle {\displaystyle x\in U} gilt;
- ein globales Maximum, wenn {\displaystyle f(x_{0})\geq f(x)} für alle {\displaystyle x\in D} gilt.[2]

Gibt es eine Umgebung {\displaystyle U} von {\displaystyle x_{0}}, in der für alle {\displaystyle x\neq x_{0}} sogar die strenge Ungleichung {\displaystyle f(x_{0})<f(x)}  (bzw. {\displaystyle f(x_{0})>f(x)}) gilt, so spricht man von einem strengen oder isolierten lokalen Minimum (bzw. Maximum). 
Besitzt die Funktion an der Stelle {\displaystyle x_{0}} ein strenges lokales Maximum, so nennt man den Punkt {\displaystyle (x_{0},f(x_{0}))} Hochpunkt, hat sie dort ein strenges lokales Minimum, so heißt der Punkt Tiefpunkt. Liegt ein Hoch- oder ein Tiefpunkt vor, so spricht man allgemein von einem Extrempunkt.

### Existenz von Extrema
Jede stetige Funktion auf einem kompakten Intervall nimmt ein globales Maximum und ein globales Minimum an. Dieser Satz vom Minimum und Maximum folgt aus dem Satz von Heine-Borel, wird aber oft auch nach Karl Weierstraß oder Bernard Bolzano benannt. Es handelt sich um eine reine Existenzaussage, die keine Informationen darüber liefert, wie die Extrema ggf. aufgefunden werden können.

### Bestimmung von Extremstellen differenzierbarer Funktionen
Ist {\displaystyle f} eine differenzierbare Funktion auf einer offenen Menge {\displaystyle U\subseteq \mathbb {R} }, so lässt sie sich mithilfe der Differentialrechnung auf Extremstellen untersuchen.

#### Notwendiges Kriterium
Hat {\displaystyle f} an einer Stelle {\displaystyle x_{0}\in U} ein lokales Extremum, so ist dort die erste Ableitung gleich null:
{\displaystyle f'(x_{0})=0\,}.
Neben lokalen Extrema erfüllen auch Sattelpunkte dieses Kriterium. Ein klassisches Beispiel ist die Funktion {\displaystyle f(x)=x^{3}}, deren Ableitung im Punkt {\displaystyle x=0} verschwindet, ohne dass die Funktion dort ein lokales Extremum hat. Zum Nachweis der Extremwerteigenschaft bedarf es deshalb eines hinreichenden Kriteriums oder weiterer Überlegungen.

#### Hinreichende Kriterien
- Ist {\displaystyle f} zweimal differenzierbar, und gilt neben {\displaystyle f'(x_{0})=0} auch {\displaystyle f''(x_{0})\neq 0}, so hat {\displaystyle f} an der Stelle {\displaystyle x_{0}} ein strenges lokales Extremum. Ist {\displaystyle f'(x_{0})=0} und {\displaystyle f''(x_{0})>0}, handelt es sich dabei um ein strenges lokales Minimum, für {\displaystyle f''(x_{0})<0} dagegen um ein strenges lokales Maximum (Kriterium der 2. Ableitung).[5]
- Ist {\displaystyle f'(x_{0})=0} und außerdem {\displaystyle f'} lokal um {\displaystyle x_{0}} (streng) monoton steigend (bzw. fallend), so hat {\displaystyle f} bei {\displaystyle x_{0}} ein (strenges) lokales Minimum (bzw. Maximum).[6]

- Aus den ersten beiden Kriterien folgt eine allgemeinere Aussage: Ist {\displaystyle f} n-mal differenzierbar und gilt

{\displaystyle f'(x_{0})=f''(x_{0})=\ldots =f^{(n-1)}(x_{0})=0\,,\quad f^{(n)}(x_{0})\neq 0,}
so folgt:
(1) Ist {\displaystyle n} gerade sowie {\displaystyle f^{(n)}(x_{0})<0} (bzw. {\displaystyle f^{(n)}(x_{0})>0}), so hat {\displaystyle f} bei {\displaystyle x_{0}} ein strenges lokales Maximum (bzw. Minimum).
(2) Ist {\displaystyle n} hingegen ungerade, so ist {\displaystyle f} bei {\displaystyle x_{0}} streng monoton steigend oder fallend (hat also dort einen Sattelpunkt).
- Ist {\displaystyle f'(x_{0})=0} und gilt zudem {\displaystyle f'(x)\leq 0} (bzw. {\displaystyle f'(x)\geq 0}) für alle {\displaystyle x<x_{0}} und {\displaystyle f'(x)\geq 0} (bzw. {\displaystyle f'(x)\leq 0}) für alle {\displaystyle x>x_{0}} in einer Umgebung von {\displaystyle x_{0}}, so hat {\displaystyle f} bei {\displaystyle x_{0}} ein lokales Minimum (Maximum).[8] Gelten sogar die strengen Ungleichungen {\displaystyle f'(x)<0} und {\displaystyle f'(x)>0}, d. h. wechselt {\displaystyle f'} bei {\displaystyle x_{0}} das Vorzeichen, so liegt ein strenges lokales Minimum bzw. Maximum vor (Vorzeichenwechselkriterium).[9]

- Für stetige Funktionen auf Intervallen gilt: Zwischen zwei lokalen Minima einer Funktion liegt stets ein lokales Maximum, und zwischen zwei lokalen Maxima liegt stets ein lokales Minimum.

- Für differenzierbare Funktionen auf Intervallen gilt: Gibt es zwei Stellen {\displaystyle a,b} mit {\displaystyle a<x_{0}<b}, so dass die erste Ableitung im Intervall {\displaystyle (a,b)} nur die Nullstelle {\displaystyle x_{0}} hat, und sind {\displaystyle f(a)>f(x_{0})} sowie {\displaystyle f(b)>f(x_{0})}, so hat {\displaystyle f} bei {\displaystyle x_{0}} ein lokales Minimum. Gilt die analoge Bedingung mit {\displaystyle f(a)<f(x_{0})} und {\displaystyle f(b)<f(x_{0})}, so hat {\displaystyle f} bei {\displaystyle x_{0}} ein lokales Maximum.

Es gibt allerdings auch Funktionen, bei denen keines der oben genannten Kriterien weiterhilft (siehe das letzte Beispiel).

### Beispiele
- {\displaystyle f(x)=x^{2}+3.} Die erste Ableitung {\displaystyle f'(x)=2x} hat nur bei {\displaystyle x_{0}=0} eine Nullstelle. Die zweite Ableitung {\displaystyle f''(x)=2} ist dort positiv, also nimmt {\displaystyle f} bei 0 ein lokales Minimum an, nämlich {\displaystyle f(0)=3}.

- {\displaystyle f(x)=x^{4}+3.} Die erste Ableitung {\displaystyle f'(x)=4x^{3}} hat nur bei {\displaystyle x_{0}=0} eine Nullstelle. Die zweite Ableitung {\displaystyle f''(x)=12x^{2}} ist dort ebenfalls 0. Man kann nun auf verschiedene Arten fortfahren:
  - Auch die dritte Ableitung {\displaystyle f'''(x)=24x} ist dort 0. Die vierte Ableitung hingegen ist mit {\displaystyle f^{(4)}(x)=24} die erste höhere Ableitung, die nicht 0 ist. Da diese Ableitung einen positiven Wert hat und gerade ist, gilt nach (1), dass die Funktion dort ein lokales Minimum besitzt.
  - Die erste Ableitung hat bei 0 einen Vorzeichenwechsel von Minus nach Plus, also hat {\displaystyle f} bei {\displaystyle x_{0}=0} ein lokales Minimum.
  - Es ist {\displaystyle f(-1)=f(1)=4>3=f(0)}, also hat {\displaystyle f} im Intervall {\displaystyle (-1,1)} ein lokales Minimum. Da die erste Ableitung in diesem Intervall nur die Nullstelle {\displaystyle x_{0}=0} hat, muss das lokale Minimum dort angenommen werden.

- Die Funktion, die durch {\displaystyle f(x)=\exp(-1/x^{2})\cdot \sin ^{2}(1/x^{2})} für {\displaystyle x\neq 0} und durch {\displaystyle f(0)=0} definiert ist, hat die folgenden Eigenschaften:
  - Sie hat bei {\displaystyle x=0} ein globales Minimum.
  - Sie ist beliebig oft differenzierbar.
  - Alle Ableitungen bei {\displaystyle x=0} sind gleich 0.
  - Die erste Ableitung hat keinen Vorzeichenwechsel bei 0.
  - Auch die anderen beiden oben genannten Kriterien sind nicht anwendbar.

### Anwendungsbeispiel
In der Praxis können Extremwert-Berechnungen zur Lösung von Optimierungsproblemen verwendet werden, wie das folgende Beispiel zeigt:
- Wie muss ein Rechteck aussehen, das bei einem gegebenen Umfang einen maximalen Flächeninhalt hat?

Lösungsweg:
Wird die Länge des Rechtecks mit {\displaystyle a} bezeichnet und seine Breite mit {\displaystyle b} ({\displaystyle a,b>0}), so lautet die Formel für die zu maximierende Rechtecksfläche {\displaystyle A=a\cdot b} (Zielfunktion). Durch Umstellen der Umfangsformel {\displaystyle U=2(a+b)} erhält man {\textstyle b={\frac {1}{2}}U-a}. Einsetzen in die Flächenformel eliminiert die Variable {\displaystyle b} in der Zielfunktion:
{\displaystyle A(a)=-a^{2}+{\frac {1}{2}}Ua}.
Die notwendige Bedingung liefert Kandidaten für ein lokales Maximum. Dazu bildet man die erste Ableitung
{\displaystyle A'(a)=-2a+{\frac {1}{2}}U}
und setzt sie gleich null:
{\displaystyle -2a+{\frac {1}{2}}U=0}.
Hieraus erhält man durch elementare Umformungen als einzigen Kandidaten {\textstyle a_{0}={\frac {1}{4}}U}.
Die zweite Ableitung lautet
{\displaystyle A''(a)=-2}.
Sie ist für jedes {\displaystyle a} negativ, also insbesondere für {\textstyle a_{0}={\frac {1}{4}}U}. Somit liegt dort ein lokales Maximum vor, das zugleich das globale Maximum ist (da {\displaystyle a_{0}} der einzige Kandidat für ein lokales Maximum ist). Durch Einsetzen der Maximalstelle in {\textstyle b={\frac {1}{2}}U-a} erhält man auch {\textstyle b_{0}={\frac {1}{4}}U}. Also ist der größtmögliche Flächeninhalt eines Rechtecks bei vorgegebenen Umfang dann zu erzielen, wenn beide Seitenlängen gleich sind (was einem Quadrat entspricht).
Umgekehrt lässt sich aber auch sagen, dass ein Rechteck mit vorgegebenem Flächeninhalt den geringsten Umfang aufweist, wenn seine Länge und sein Höhe im Verhältnis {\displaystyle 1:1} zueinander stehen, d. h. wenn das Rechteck ein Quadrat ist.

## Mehrdimensionaler Fall

### Definitionen
Ist {\displaystyle f} eine Funktion, die von einer Teilmenge {\displaystyle D\subseteq \mathbb {R} ^{n}} nach {\displaystyle \mathbb {R} } abbildet, so werden die Begriffe des Minimums und des Maximums völlig analog zum eindimensionalen Fall definiert:
{\displaystyle f\colon D\subseteq \mathbb {R} ^{n}\to \mathbb {R} } hat bei {\displaystyle x_{0}\in D}
- ein lokales Minimum (bzw. lokales Maximum), wenn es eine Umgebung {\displaystyle U} von {\displaystyle x_{0}} in {\displaystyle D} gibt, so dass {\displaystyle f(x_{0})\leq f(x)} (bzw. {\displaystyle f(x_{0})\geq f(x)}) für alle {\displaystyle x\in U};[10]
- ein globales Minimum (bzw. globales Maximum), wenn {\displaystyle f(x_{0})\leq f(x)} (bzw. {\displaystyle f(x_{0})\geq f(x)}) für alle {\displaystyle x\in D}.

### Bestimmung von Extremstellen differenzierbarer Funktionen
Analog zum eindimensionalen Fall ist bei einer (total) differenzierbaren Funktion {\displaystyle f\colon U\subseteq \mathbb {R} ^{n}\to \mathbb {R} } das Verschwinden des Gradienten, d. h. aller partiellen Ableitungen von {\displaystyle f} in {\displaystyle x_{i}}-Richtungen, eine notwendige Bedingung dafür, dass {\displaystyle f} in einem Punkt {\displaystyle x} im Inneren von {\displaystyle U} ein lokales Extremum annimmt. Hat {\displaystyle f} bei {\displaystyle x_{0}} ein lokales Extremum, so muss also gelten:
{\displaystyle \operatorname {grad} f(x_{0})=0}.
Ist {\displaystyle f} zweimal stetig differenzierbar, so ist in diesem Fall die Definitheit der Hesse-Matrix {\displaystyle D^{2}f(x)} hinreichend: Ist sie positiv definit, liegt ein lokales Minimum vor; ist sie negativ definit, handelt es sich um ein lokales Maximum; ist sie indefinit, liegt kein Extrempunkt, sondern ein Sattelpunkt vor. Wenn sie nur semidefinit ist, ist keine Entscheidung anhand der Hesse-Matrix möglich (siehe peanosche Fläche).

## Unendlichdimensionaler Fall

### Definition
Der Begriff des Maximums und des Minimums überträgt sich direkt auf den unendlichdimensionalen Fall. Ist {\displaystyle X} ein Vektorraum und {\displaystyle D\subset X} eine Teilmenge dieses Vektorraumes sowie {\displaystyle f\colon D\to \mathbb {R} } ein Funktional, so hat {\displaystyle f} an der Stelle {\displaystyle {\tilde {x}}\in D}
- ein (globales) Minimum, wenn {\displaystyle f({\tilde {x}})\leq f(x)} für alle {\displaystyle x\in D},
- ein (globales) Maximum, wenn {\displaystyle f({\tilde {x}})\geq f(x)} für alle {\displaystyle x\in D}.

Der Zusatz „global“ wird meist weggelassen, wenn aus dem Zusammenhang klar ist, was gemeint ist. Ist {\displaystyle X} zusätzlich mit einer Topologie versehen, also ein topologischer Raum, dann hat {\displaystyle f} an der Stelle {\displaystyle {\tilde {x}}\in D}
- ein lokales Minimum, wenn es eine Umgebung {\displaystyle U} von {\displaystyle {\tilde {x}}} gibt, so dass {\displaystyle f({\tilde {x}})\leq f(x)} für alle {\displaystyle x\in U\cap D} gilt,
- ein lokales Maximum, wenn es eine Umgebung {\displaystyle U} von {\displaystyle {\tilde {x}}} gibt, so dass {\displaystyle f({\tilde {x}})\geq f(x)} für alle {\displaystyle x\in U\cap D} gilt.

Ein Punkt heißt ein (lokales) Extremum, wenn er ein (lokales) Minimum oder ein (lokales) Maximum ist. Jedes globale Minimum (Maximum) ist ein lokales Minimum (Maximum).

### Existenz, Eindeutigkeit und Geometrie von Extrema

#### Existenz
Entsprechend den Existenzaussagen für reelle Funktionen gibt es auch Aussagen für die Existenz von Extremalstellen von Funktionalen. Ist {\displaystyle X} ein normierter Raum, so gilt:
- Ein schwach unterhalbstetiges Funktional auf einer schwach folgenkompakten Menge nimmt dort ihr Minimum an.

Da diese Version für die Anwendung und Überprüfung oft unpraktisch ist, schwächt man dies ab zu der Aussage, dass jedes stetige quasikonvexe Funktional auf einer beschränkten, konvexen und abgeschlossenen Teilmenge eines reflexiven Banachraums ein Minimum annimmt. Diese Aussage gilt auch für alle konvexen Funktionale, da diese immer quasikonvex sind. Im Endlichdimensionalen kann auf die Konvexität der Teilmenge verzichtet werden.

#### Eindeutigkeit
Unter gewissen Umständen sind die Optimalpunkte sogar eindeutig bestimmt. Dazu gehört zum Beispiel die strikte Konvexität.

#### Geometrie
Schränkt man sich auf gewisse Klassen von Funktionalen ein, so kann man Aussagen über die Geometrie der Menge der Extremalpunkte treffen.
- Ist das Funktional quasikonvex auf einer konvexen Menge, so ist die Menge der Minima konvex.
- Ist das Funktional quasikonkav auf einer konvexen Menge, so ist die Menge der Maxima konvex.
- Ist das Funktional konvex auf einer konvexen Menge, so ist jedes lokale Minimum ein globales Minimum.
- Ist das Funktional konkav auf einer konvexen Menge, so ist jedes lokale Maximum ein globales Maximum.

## Andere Arten von Extremwerten

### Diskrete Optimierung
Bei diskreten Optimierungsproblemen ist der oben definierte Begriff des lokalen Extremums nicht geeignet, da in jedem Punkt ein lokales Extremum in diesem Sinne vorliegt. Für Extrema einer Funktion {\displaystyle f\colon D\to \mathbb {R} } wird daher ein anderer Umgebungsbegriff verwendet: Man benutzt eine Nachbarschaftsfunktion {\displaystyle N}, die jedem Punkt die Menge seiner Nachbarn zuordnet,
{\displaystyle N\colon D\to {\mathcal {P}}(D);}
dabei steht {\displaystyle {\mathcal {P}}(D)} für die Potenzmenge von {\displaystyle D}.
{\displaystyle f} hat dann ein lokales Maximum in einem Punkt {\displaystyle x_{0}\in D}, wenn {\displaystyle f(x)\leq f(x_{0})} für alle Nachbarn {\displaystyle x\in N(x_{0})} gilt. Lokale Minima sind analog definiert.

### Variationsrechnung
Extremwerte von Funktionen, deren Argumente selbst Funktionen sind, z. B. die Kontur eines Regentropfens mit minimalem Luftwiderstand, sind Gegenstand der Variationsrechnung.